# 伯納德·佛利
伯納德·佛利（英語：Bernard Foley；1989年9月8日—）是一位澳大利亞橄欖球運動員。他是澳大利亞國家橄欖球隊的一員，代表澳大利亞參加了2015年世界盃橄欖球賽。